# Manduca lefeburei
Manduca lefeburei är en fjärilsart som beskrevs av Guérin-meneville 1844. Manduca lefeburei ingår i släktet Manduca och familjen svärmare. Inga underarter finns listade i Catalogue of Life.